# Кампанія Гаральда Прекрасноволосого в Йоталанді
Кампанія Гаральда Прекрасноволосого в Йоталанді — похід майбутнього короля Норвегії який відбувся у 870-х роках.
З усіх джерел нам відома лише сага Сноррі Стурлусона. В сазі про Гаральда Прекрасноволосого він пише, що норвежець заперечував гегемонію шведського короля Еріка Анундсона на території, що приблизно відповідає фюльке Акерсгус і Естфолл і Вермланду.
Він напав і змусив Вікен перейти під його владу, а потім пограбував і спалив Ранріке, південно-східну частину Вікена. Через це сучасний подіям норвезький скальд Торбйорн Горнклові хвалився, що шведи залишилися вдома, тоді як норвежці безроздільно панували на захоплених землях.

## Перебіг подій
Згідно з Сноррі, йоталандці ставили стовпи в річку Гета-Ельв, щоб Гаральд не вдирався в країну. Але він зупинив кораблі біля стовпів і пограбував навколишні землі. Йоталандці вирішили дати опір грабіжникам, загинуло багато людей з обох сторін, але Гаральд переміг.
Далі Гаральд «марширував з бойовим щитом» через Йоталанд, здебільшого перемагаючи. Після перемоги над ворожим полководцем, Грані Гаузкі (давньоскан. Hrani hinn gauski), Гаральд проголосив себе правителем усієї землі на північ від Гета-Ельви і на захід від озера Венерн, а також усього Вермланду. Одразу після цього Ґутторм Сігурдсон, дядько Гаральда по материнській лінії і його права рука, був поставлений намісником регіону, згідно з сагою. Потім, бл. 890 він поставив сина Ґутторма Гаральдсона із великим військом захищати регіон, надавши йому титул конунга Ранріке. 
Оскільки інших свідчень, крім слів Сноррі, чия достовірність часто піддається сумнівам, нема, то і встановити більш менш точний хід бойових дій неможливо.

### Торбйорн Горнклові
Сноррі в сазі приводить строфи норвезького скальда:

Kampfuglers ven

lagde landet og folket under sig

søndenfor havet (helten

haardsindet var i kampen),

og storsindet konge,

vant til krigens rædsel,

lod til pælene binde

den bidske drage ved stranden.
Øxene løftedes ofte,

længe spydene suste,

og mægtige tjodkonges mænds

mørkladne sverd kunde bide,

dengang da Gauters fiende

fik seier, mens vaabnenes

høie sang hørtes

om hugfulde mænds nakker.

Англійською ці строфи звучать так:

The king who finds a dainty feast,

For battle-bird and prowling beast,

Has won in war the southern land

That lies along the ocean's strand
.
The leader of the helmets, he

Who leads his ships o'er the dark sea,

Harald, whose high-rigged masts appear

Like antlered fronts of the wild deer,

Has laid his ships close alongside

Of the foe's piles with daring pride.

Whistles the battle-axe in its swing

O'er head the whizzing javelins sing,

Helmet and shield and hauberk ring;

The air-song of the lance is loud,

The arrows pipe in darkening cloud;

Through helm and mail the foemen feel

The blue edge of our king's good steel

Who can withstand our gallant king?

The Gautland men their flight must wing.